# Bursera itzae
Bursera itzae är en tvåhjärtbladig växtart som beskrevs av Cyrus Longworth Lundell. Bursera itzae ingår i släktet Bursera och familjen Burseraceae. Inga underarter finns listade i Catalogue of Life.